# Dilobopterus nigrovenosus
Dilobopterus nigrovenosus är en insektsart som beskrevs av Young 1977. Dilobopterus nigrovenosus ingår i släktet Dilobopterus och familjen dvärgstritar. Inga underarter finns listade i Catalogue of Life.